# Оротацидурія
Оротацидурія — це спадкове захворювання, яке характеризується зниженням активності ферменту (оротатфосфорибозилтрансфераза) який каталізує перетворення оротової кислоти в оротидилову кислоту, а потім уридилову. Внаслідок цього оротатова кислота накопичується в значних кількостях в організмі і викликає дане захворювання.